# Jeremiah S. Black

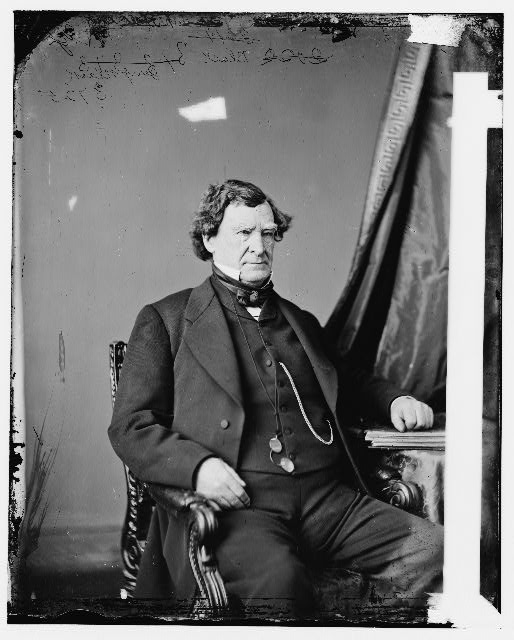
Jeremiah S. Black

Jeremiah Sullivan Black, född 10 januari 1810 i Stony Creek, Pennsylvania, död 19 augusti 1883 i Brockie, Pennsylvania, var en amerikansk politiker och jurist.
1851–1857 satt han i delstaten Pennsylvanias högsta domstol, de tre första åren som president av domstolen.
Han tjänstgjorde under president James Buchanan som USA:s justitieminister 1857–1860 och som USA:s utrikesminister 1860–1861. Han hade förmodligen det största inflytandet i president Buchanans närmaste krets.
Som försvarsadvokat hade han mycket synliga uppdrag efter amerikanska inbördeskriget; för en kort tid försvarade han president Andrew Johnson inför riksrätten 1868 och sedan försvarade han krigsministern William W. Belknap som åtalades för korruption 1876. Samma år var han jurist för demokraternas presidentkandidat Samuel J. Tilden i samband med det amerikanska 1800-talets mest omstridda presidentval.